# Алембик
Алембик (са арапског الانبيق (Ал-анбик), и са грчког αμβυξ (амбик)) је алхемијски казан који се састоји од две посуде повезане цевима и који се користи за дестилацију хемикалија. Течност у се у једном балону загрева; пара се диже у поклопац, где се хлади при контакту са зидовима и кондензује. Након тога се спушта низ цев до друге посуде, где се још хлади.
Потомак алембика (који се користи за производњу дестилованог пића) је казан за ракију.

## Етимологија
Реч "алембик" се такође метафорично користи за било шта што оплемењује или преображава. Ова реч, као и већина алхемијске терминологије, долази из арапског језика.
Алембички симбол је уникод, U+2697 ALEMBIC (⚗).

## Историја
Најраније појаве алембика се проналазе у делима древних персијских алхемичара, као што је Јабир ал-Туси (Гебер). Мухамед ибн Закарииа Ал-Рази, који је спровео прве документоване научне студије о дестилацији. Он користи алембик у свом научном раду. Овај рад је дорађен у средњем веку од стране муслиманских алхемичара као  што су Авиценна и Ал-Фараби.